# Чередоло деј Копи (Ређо Емилија)
Чередоло деј Копи је насеље у Италији у округу Ређо Емилија, региону Емилија-Ромања.
Према процени из 2011. у насељу је живело 18 становника. Насеље се налази на надморској висини од 590 м.